# Волт Закалюжний
Волт Закалю́жний англ. Walt Zakaluznyj; уроджений Володимир Закалюжний травень 2, 1925 – вересень 1, 2013— канадський футболіст українського походження, півзахисник збірної Канади.
З 1946 по 1951 рік виступав в різних німецьких лігах, грав, зокрема, за «Фенікс», «Ян» (Регенсбург) та «Швабен». Потім іммігрував у Канаду, виступав за клуби «Торонто Україна», «Торонто Тризуб», «Монреаль Україна» та «Рочестер Украініанс».
Провів 2 матчі за збірну Канади, влітку 1957 року проти Мексики та США. Закалужний помер 1 вересня 2013 року від природних причин.